# Raisaite
La raisaite (simbolo IMA: Rsa) è un minerale appartenente alla famiglia dei "solfati (selenati, tellurati, cromati, molibdati, tungstati)" con composizione chimica CuMg[Te6+O4(OH)2] • 6(H2O).

## Etimologia e storia
La raisaite ha preso il suo nome in onore di Raisa Aleksandrovna Vinogradova (Раиса Александровна Виноградова), mineralogista russa e docente presso l'Università statale di Mosca.
Il campione tipo del minerale è conservato presso il museo mineralogico "A.E. Fersman" dell'Accademia russa delle scienze di Mosca con il numero di catalogo 94994.

## Classificazione
La raisaite è stata approvata dall'Associazione Mineralogica Internazionale (IMA) come specie minerale indipendente nel 2014, pertanto non compare nella nona edizione della sistematica dei minerali di Strunz, che è stata aggiornata fino al 2009.
La raisaite è pertanto presente nell'edizione successiva, proseguita dal database "mindat.org" e chiamata Classificazione Strunz-mindat, dove il minerale è elencato nella classe "7. Solfati (selenati, tellurati, cromati, molibdati, tungstati)" e nella sottoclasse "7.C Solfati (selenati, ecc.) senza anioni aggiuntivi, con H2O"; questa viene ulteriormente suddivisa in base alle dimensioni dei cationi coinvolti, in modo da trovare la raisaite nella sezione "7.CB Con soltanto cationi di media dimensione" dove insieme a caichengyunite, coquimbite, paracoquimbite e romboclasio forma il sistema nº 7.CB.55.
Nella Sistematica dei lapis (Lapis-Systematik) di Stefan Weiß la raisaite si trova nella classe degli "ossidi" e nella sottoclasse dei "solfiti, seleniti, telluriti"; qui il minerale è nella sezione "tellurati con gruppi [Te6+O6]6- e strutture correlate" dove forma il sistema nº IV/K.15 insieme ad agaite, andychristyite, backite, bairdite, brumadoite, cesbronite, cuzticite, dagenaisite, eckhardite, frankhawthorneite, fuettererite, jensenite, khinite, kuranakhite, leisingite, mcalpineite, markcooperite, mojaveite, montanite, paratimroseite, ottoite, timroseite, utahite, xocolatlite, xocomecatlite e yafsoanite.

## Abito cristallino
La raisaite cristallizza nel sistema monoclino con il gruppo spaziale  C2/c (gruppo nº 15) con i parametri reticolari a = 9,9078(2) Å, b = 10,1325(3) Å, c = 9,8375(2) Å e β = 91,839(2)°, oltre a 4 unità di formula per cella unitaria.

## Origine e giacitura
La raisaite si forma come minerale secondario nelle zone di ossidazione di vene ricche di solfuri e tellururi;. Qui il minerale è stato trovato in paragenesi con acantite, anglesite, azzurrite, brochantite, brucite, cerussite, clorargirite, coronadite, gesso, goethite, linarite, malachite, oro, paratellurite, posnjakite e xocomecatlite, oltre che con molti altri minerali.
La raisaite è un minerale molto raro ed è stata trovata solo nella sua località tipo, nel deposito "Sentyabr'skoe" presso il distretto minerario di Ilirney (Čaunskij rajon, nel circondario federale dell'Estremo Oriente, Russia) e nella miniera "North Star", nel distretto minerario "Tintic" (contea di Juab, nello Utah, Stati Uniti).

## Forma in cui si presenta in natura
La raisaite si presenta come cristalli prismatici di dimensioni fino a 0,1 x 0,6 mm, oppure come cluster o croste con dimensioni fino a 0,4 x 0,6 mm che formano aggregati botrioidali (fino a 1 mm di diametro). La raisaite è trasparente, con lucentezza vitrea; il suo colore va dal blu chiaro al blu cielo brillante, mentre il colore del suo striscio sulla mattonella di prova è bianco.